# エドゥアール・トゥードゥーズ
エドゥアール・トゥードゥーズ（Edouard Toudouze、1848年7月24日 - 1907年3月14日）はフランスの画家、挿絵画家である。

## 略歴
パリで生まれた。多くの芸術家を生んだ家系で、父親のオーギュスト・トゥードゥーズ（Auguste Gabriel Toudouze:1811-1854)は建築家、版画家で、母親のアデル＝アナイス・コラン（Adele-Anaïs Colin Toudouze）はファッション画を描いたイラストレータであり、母方の祖父は画家のアレクサンドル＝マリー・コランである。いとこに画家のアレクサンドル・ルイ・ルロワールらがいる。兄のギュスターヴ・トゥードゥーズ(Gustave Toudouze)は小説家、ジャーナリストになった。
パリの高校(Collège Sainte-Barbe)を卒業した後、画家のイジドール・ピルスや叔父のオーギュスト・ルロワール(Auguste Leloir)の弟子になった 。1867年からサロン・ド・パリに出展をはじめた。普仏戦争に出征した後、1871年に神話に題材を得た「オイディプースと妻の死体との別れ」を描いて、ローマ賞を受賞した。
油絵絵画の他、ゴブラン工場（Manufacture des Gobelins）のタペストリーの原画を描き、挿絵画家としてはテオフィル・ゴーティエやバルザックの小説の挿絵なども描いた。
1889年のパリ万国博覧会の展覧会で銀メダルを獲得し、1892年にレジオンドヌール勲章（シュバリエ）を受勲し、1903年にレジオンドヌール勲章（オフィシエ）を受勲した。

## 作品

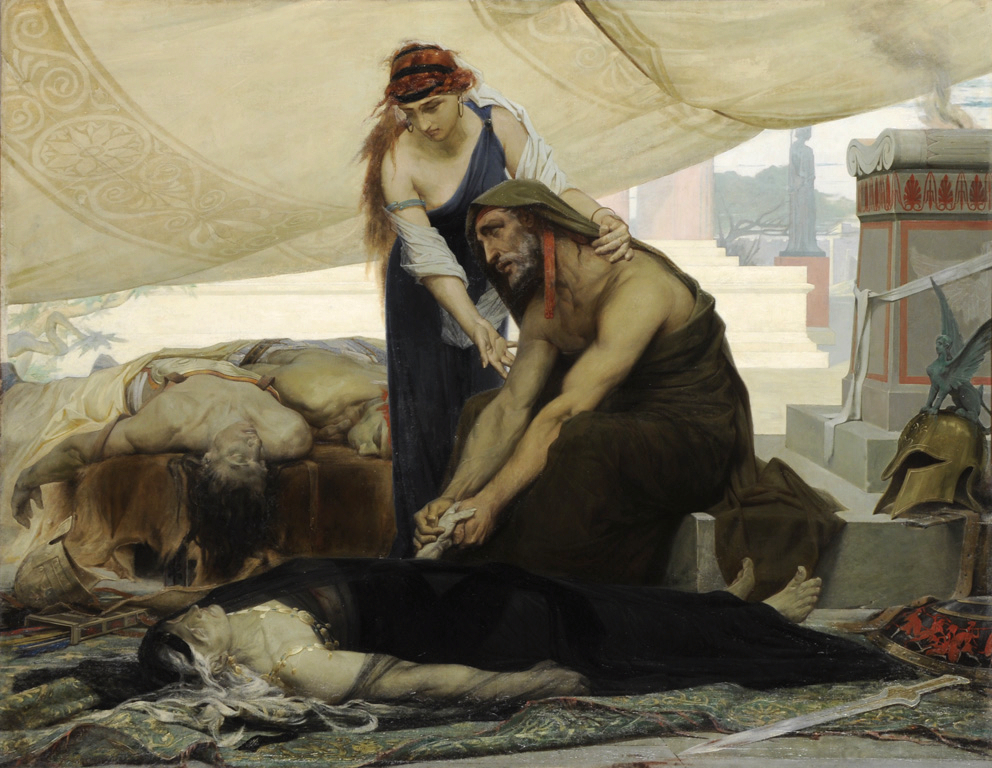
「オイディプースと妻の死体との別れ」
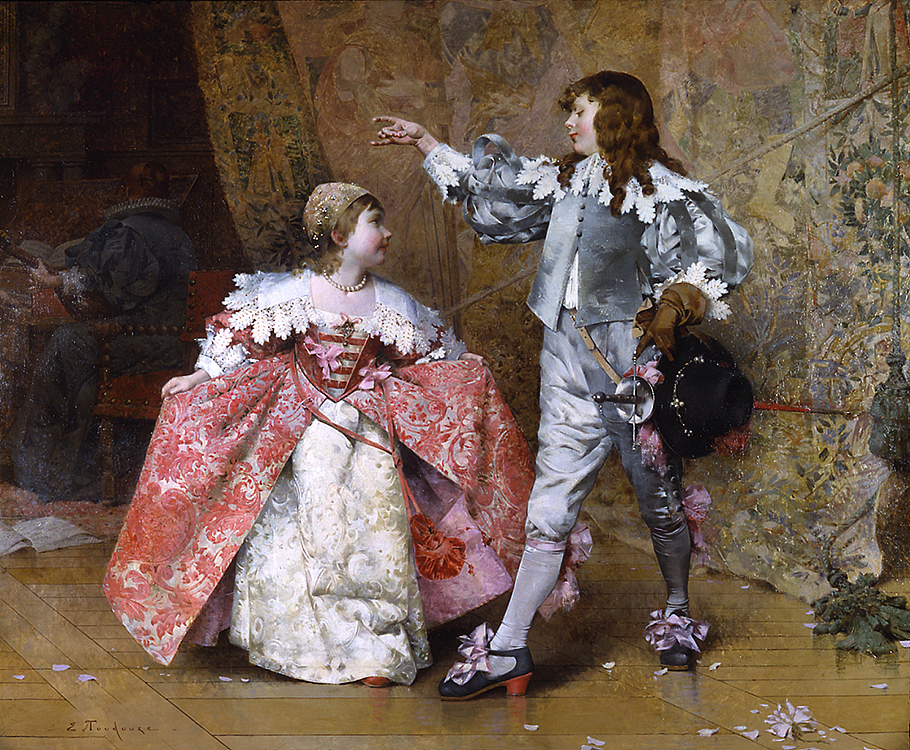
「最初のダンス」
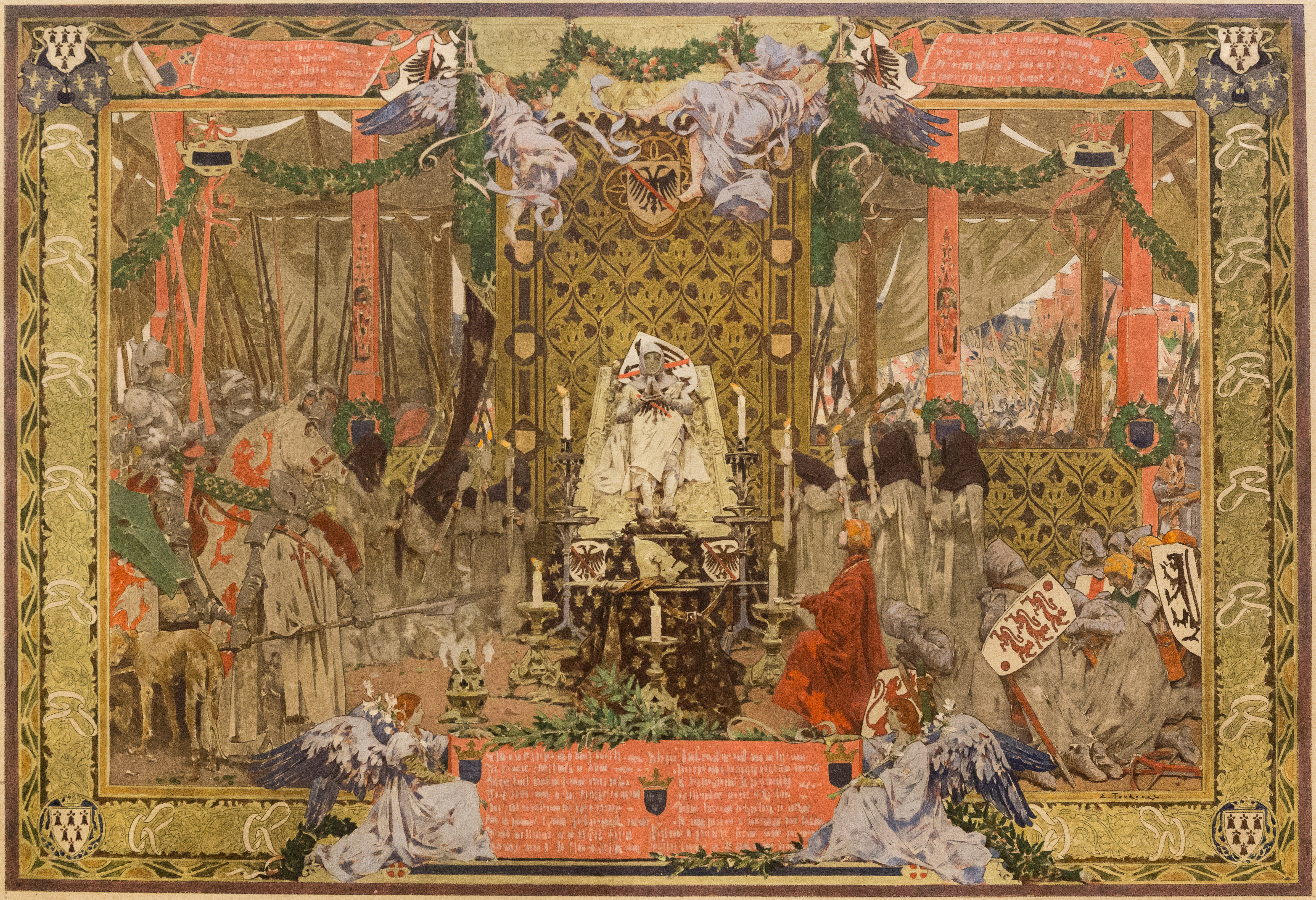
タペストリーの原画

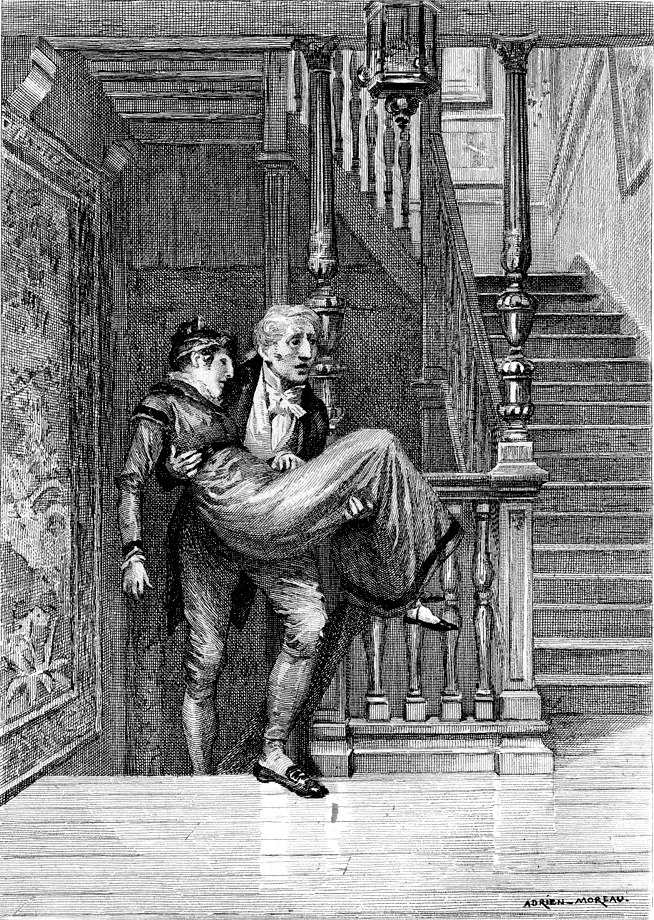
バルザック『絶対の探求』の挿絵
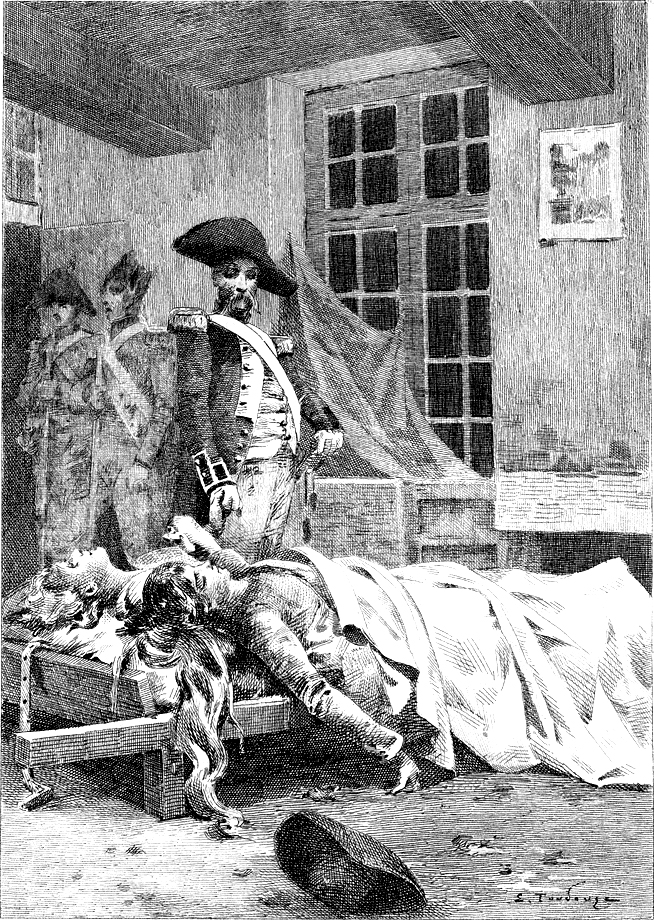
バルザック『ふくろう党』の挿絵
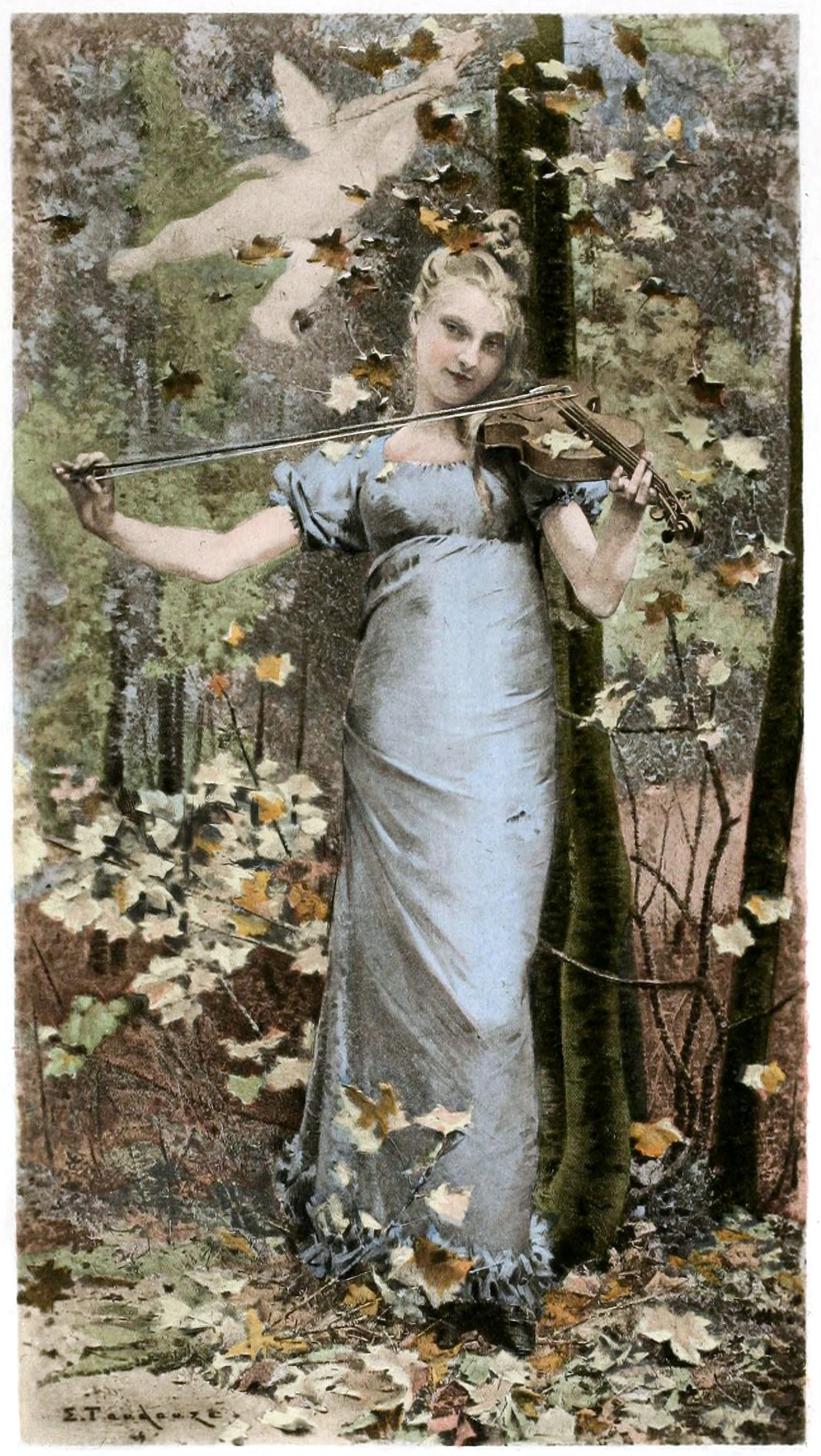
「秋の歌」
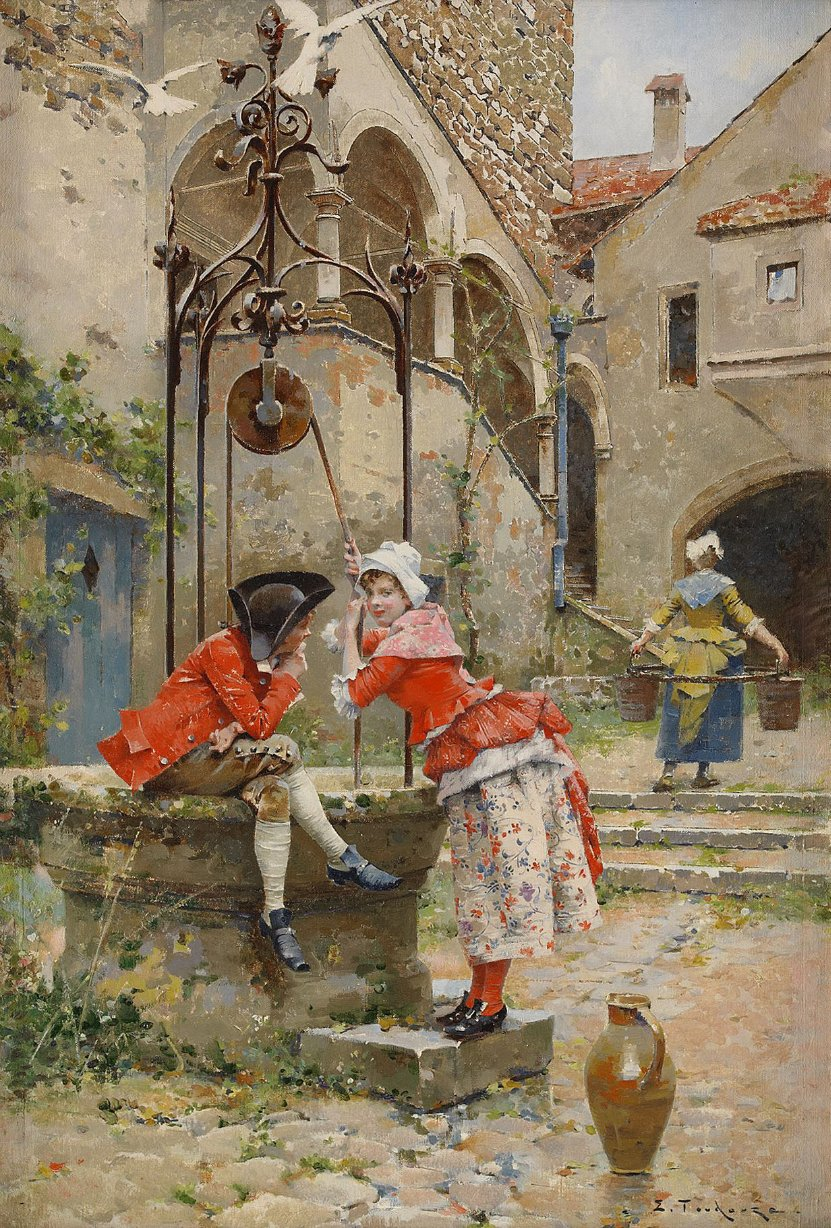
「井戸」